# 美國考古學雜誌
《美國考古學雜誌》（American Journal of Archaeology，縮寫：AJA）是由美國考古研究所同行評審刊發的雜誌，1897年首版（是美國考古學和美術史雜誌（American Journal of Archaeology and of the History of the Fine Arts，由該研究所創立於1885年）的產物）。 1885年普林斯頓大學亞瑟·弗羅辛漢姆和艾倫·馬昆德（Allan Marquand）加入與其合作。 前者成為該雜誌首任編輯，任職到1896年。
該雜誌主要領域在於歐洲和地中海的考古界動向，也包括近東與埃及，其時間跨度則為史前到古典時代晚期。 也出版書評、博物館展品評論和死者名冊。每年在一、四、七和十月出版四期書面版和電子版。

## 外部連結
- Journal website （页面存档备份，存于）
- JSTOR archive of The American Journal of Archaeology and of the History of the Fine Arts 1885-1896 （页面存档备份，存于）
- JSTOR archive since 1897[永久]